# Jean-Joseph Dassy

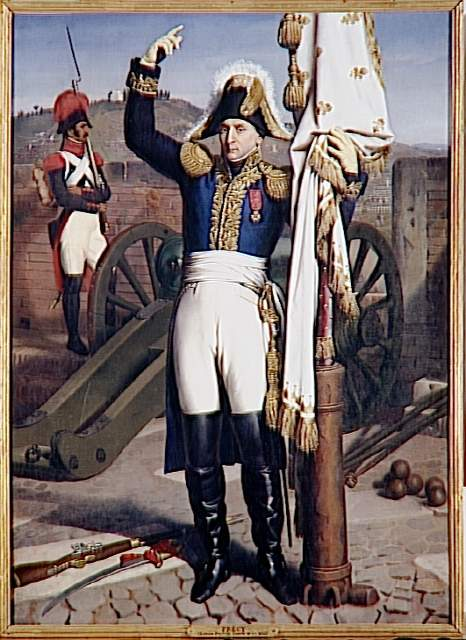
Graf Louis François Perrin de Précy

Jean-Joseph Dassy (* 27. Dezember 1791 in Marseille; † 27. Juli 1865 ebenda) war ein französischer Historien- und Kirchenmaler sowie Lithograf.
Sein Vater war Steimetz. Sein jüngerer Bruder Louis Toussaint Dassy war für das Priesteramt bestimmt, während seine beiden anderen jüngeren Brüder Pierre und Hippolyte ihrem Vater in seiner Marmorwerkstatt halfen. Drei seiner Schwestern wurden Nonnen.
Zuerst Schüler von Innocent Goubaud und Augustin Aubert an der École des Beaux-Arts in Marseille, ging er dann nach Paris, wo er ab 1817 an der École des beaux-arts de Paris einer der besten Schüler von Anne-Louis Girodet-Trioson wurde.
Ab 1819 stellte er im Salon Noé aus. 
1825 ging er nach Rom, um seine Fähigkeiten zu verbessern. Von 1823 bis 1826 fertigte er bemerkenswerte Lithographien nach Gemälden von Girodet-Trioson an.
Während der Ereignisse der Julirevolution von 1830 kehrte er in seine Heimatstadt zurück und weigerte sich, seinen ehemaligen Meister Augustin Aubert an der Direktion der Schule der Schönen Künste zu ersetzen, und erwirkte sogar vom Bürgermeister den Unterhalt des alten Künstlers in seinem Amt. 
Auf dem Salon von 1831 stellte er zwei religiöse Kompositionen aus. 
Von 1833 bis 1836 machte er einen zweiten Aufenthalt in Rom. Zurück in Paris stellte er von 1837 bis 1844 regelmäßig aus.
Er verließ Paris endgültig und zog sich nach Marseille zurück, wo er am 23. Mai 1844 in die Académie de Marseille eintrat. 1845 wurde er zum Kurator des Museums von Marseille ernannt, einer Position, die er bis zu seinem Tod innehatte. In seinen letzten Lebensjahren fertigte er nur wenige Gemälde für lokale Kirchen an.